# Dennard (Arkansas)

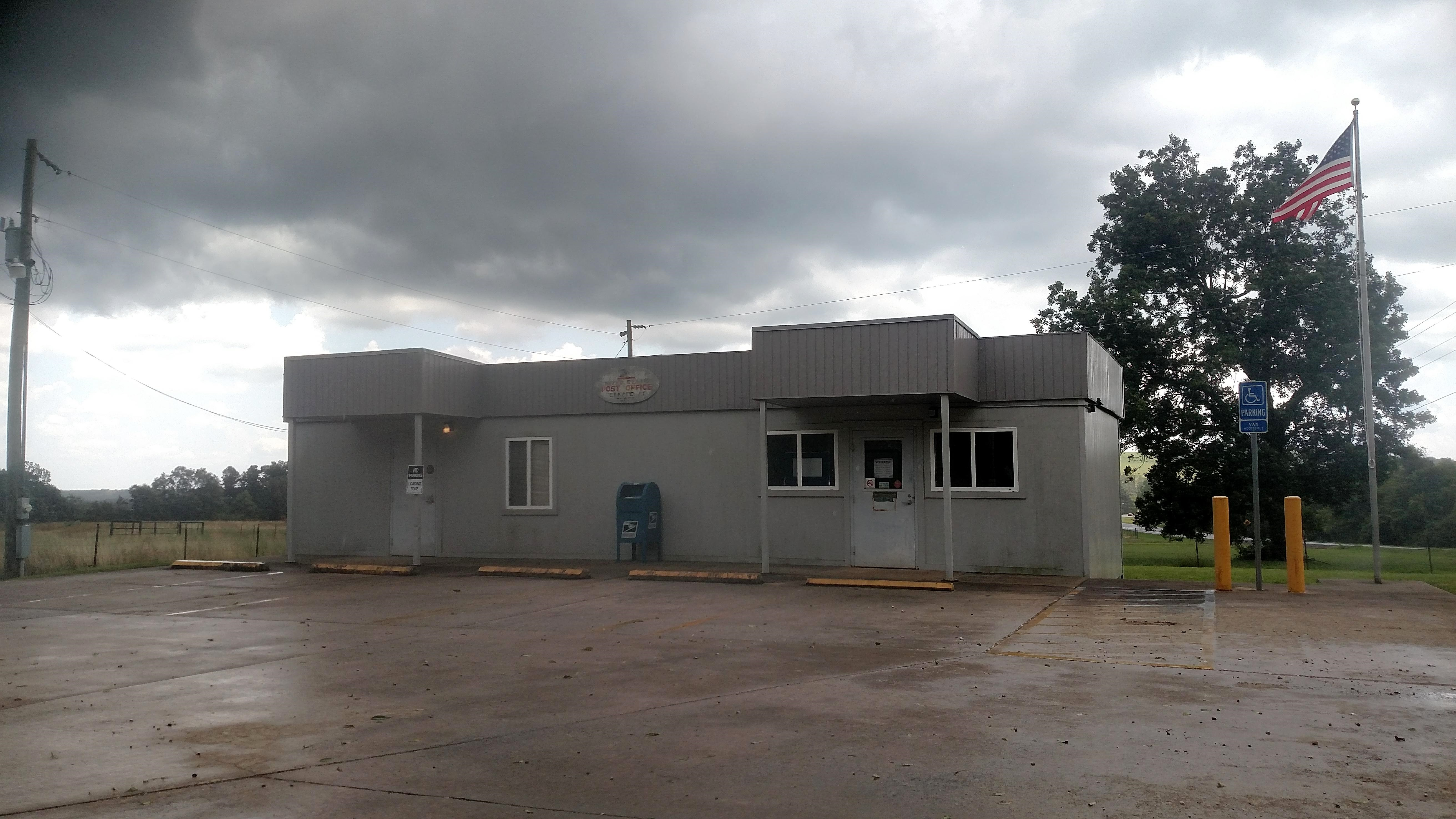
Oficina de correos de Dennard

Dennard es un lugar designado por el censo ubicado en el condado de Van Buren en el estado estadounidense de Arkansas. En el Censo de 2010 tenía una población de 530 habitantes y una densidad poblacional de 9,42 personas por km².

## Geografía
Dennard se encuentra ubicado en las coordenadas 35°44′52″N 92°33′0″O / 35.74778, -92.55000. Según la Oficina del Censo de los Estados Unidos, Dennard tiene una superficie total de 56.29 km², de la cual 56.21 km² corresponden a tierra firme y (0.14%) 0.08 km² es agua.

## Demografía
Según el censo de 2010, había 530 personas residiendo en Dennard. La densidad de población era de 9,42 hab./km². De los 530 habitantes, Dennard estaba compuesto por el 95.28% blancos, el 0% eran afroamericanos, el 0% eran amerindios, el 0% eran asiáticos, el 0% eran isleños del Pacífico, el 0.19% eran de otras razas y el 4.53% pertenecían a dos o más razas. Del total de la población el 1.32% eran hispanos o latinos de cualquier raza.